# Fragile (Lied)
Fragile ist ein vom englischen Musiker Sting geschriebenes Lied aus seinem zweiten Studioalbum … Nothing Like the Sun, das 1988 als Single veröffentlicht wurde.
Zusätzlich wurde es auf Spanisch und Portugiesisch unter den Titeln Fragilidad und Fragil gesungen und erschien noch zweimal auf seiner 1988 erschienenen EP-Variante des Albums Nada como el sol. Die spanische Version erschien als B-Seite zu I'm So Happy I Can't Stop Crying.

## Liedtext
Der Song ist eine Hommage an den amerikanischen Bauingenieur Ben Linder, der 1987 bei der Arbeit an einem Wasserkraftwerksprojekt in Nicaragua von den Contras getötet wurde.

## Aufführungen
Fragile war der Eröffnungssong bei Stings Konzert ...All This Time, das am Abend der Anschläge vom 11. September 2001 aufgenommen wurde. Sting sang das Lied zusammen mit dem Cellisten Yo-Yo Ma während der Eröffnungsfeier der Olympischen Winterspiele 2002 in Salt Lake City. Der Song taucht in dem 1995 für den Oscar nominierten Dokumentarfilm Wunderwelt der Meere auf.
Eine Version des Liedes nahm Sting mit Julio Iglesias 1994 für sein Album Crazy auf. Annie Lennox sang es am Flügel für ihn, als ihm 2017 in Schweden der Polar Music Prize überreicht wurde.

## Charts und Chartplatzierungen
| ChartsChartplatzierungen     | Höchstplatzierung | Wochen |
| ---------------------------- | ----------------- | ------ |
| Deutschland (GfK)            | 92 (1 Wo.)        | 1      |
| Schweiz (IFPI)               | 64 (4 Wo.)        | 4      |
| Vereinigtes Königreich (OCC) | 70 (4 Wo.)        | 4      |

| ChartsChartplatzierungen     | Höchstplatzierung | Wochen |
| ---------------------------- | ----------------- | ------ |
| Vereinigtes Königreich (OCC) | 53 (6 Wo.)        | 6      |